# THE IDOLM@STER MASTER LIVE
「THE IDOLM@STER MASTER LIVE」（アイドルマスター マスター ライブ）は、2008年2月13日から日本コロムビアよりリリースされているXbox 360専用ソフト『THE IDOLM@STER LIVE FOR YOU!』のサウンドトラックCDシリーズ。

## 概要
THE IDOLM@STER LIVE FOR YOU!のDLC新曲のロングバージョンと、既存曲リミックスのロングバージョンを収録。
『00』は完全初回限定生産。『01〜04』の初回版の購入特典としてオリジナルトレーディングカードがプレゼントされた。ジャケットイラストは杏仁豆腐が担当。

## 00 shiny smile
収録曲
1. shiny smile（M@STER VERSION）
歌：天海春香（中村繪里子）・如月千早（今井麻美）・秋月律子（若林直美）
作詞：朝日祭、作曲・編曲：NBGI（Yoshi）
2. バレンタイン
歌：星井美希（長谷川明子）・双海亜美 / 真美（下田麻美）
作詞・作曲：桃井はるこ、編曲：齋藤真也
3. THE IDOLM@STER（k VERSION）
歌：音無小鳥（滝田樹里）
作詞：中村恵、作曲・編曲：NBGI（佐々木宏人）
4. shiny smile（M@STER VERSION） オリジナル・カラオケ
5. バレンタイン オリジナル・カラオケ

## 01 REM@STER-A
収録曲
1. 開演のあいさつ
2. GO MY WAY!!（REM@STER-A）
歌：星井美希（長谷川明子）・三浦あずさ（たかはし智秋）・双海亜美（下田麻美）
作詞：yura、作曲：NBGI（神前暁）、編曲：神津裕之
3. ポジティブ!（REM@STER-A）
歌：三浦あずさ（たかはし智秋）
作詞：NBGI（mft）、作曲：NBGI（中川浩二）、編曲：竹中文一
4. relations（REM@STER-A）
歌：天海春香（中村繪里子）
作詞：NBGI（mft）、作曲：NBGI（中川浩二）、編曲：竹中文一
5. 魔法をかけて!（REM@STER-A）
歌：高槻やよい（仁後真耶子）
作詞・作曲：NBGI（神前暁）、編曲：佐藤和郎
6. おはよう!! 朝ご飯（REM@STER-A）
歌：双海真美（下田麻美）& ヤキニクマン（串田アキラ）
作詞：中村恵、作曲：NBGI（佐々木宏人）、編曲：遠藤正樹
7. Here we go!!（REM@STER-A）
歌：星井美希（長谷川明子）
作詞：yura、作曲：NBGI（Jesahm）、編曲：宮垣憲一郎
8. 9:02pm（REM@STER-A）
歌：双海亜美（下田麻美）
作詞：yura、作曲：NBGI（Jesahm）、編曲：西本卓朗
9. 思い出をありがとう（REM@STER-A）
歌：天海春香（中村繪里子）・高槻やよい（仁後真耶子）・双海真美（下田麻美）
作詞：中村恵、作曲：NBGI（佐々木宏人）、編曲：宮垣憲一郎
10. いっしょ
歌：天海春香（中村繪里子）・高槻やよい（仁後真耶子）・星井美希（長谷川明子）・三浦あずさ（たかはし智秋）・双海亜美 / 真美（下田麻美）
作詞：yura、作曲・編曲：藤末樹
11. ボーナス・トラック・トーク

## 02 REM@STER-B
収録曲
1. 開演のあいさつ
2. 私はアイドル♡（REM@STER-B）
歌：如月千早（今井麻美）・音無小鳥（滝田樹里）・萩原雪歩（落合祐里香）
作詞：中村恵、作曲：NBGI（佐々木宏人）、編曲：宮垣憲一郎
3. First Stage（REM@STER-B）
歌：菊地真（平田宏美）
作詞：中村恵、作曲：NBGI（佐々木宏人）、編曲：竹中文一
4. 太陽のジェラシー（REM@STER-B）
歌：秋月律子（若林直美）
作詞：森由里子、作曲：NBGI（椎名豪）、編曲：竹中文一
5. 蒼い鳥（REM@STER-B）
歌：萩原雪歩（落合祐里香）
作詞：森由里子、作曲：NBGI（椎名豪）、編曲：宮垣憲一郎
6. エージェント夜を往く（REM@STER-B）
歌：如月千早（今井麻美）
作詞・作曲：NBGI（LindaAI-CUE）、編曲：宮垣憲一郎
7. My Best Friend（REM@STER-B）
歌：水瀬伊織（釘宮理恵）
作詞：NBGI（uRy）、作曲：NBGI（おおくぼひろし）、編曲：遠藤正樹
8. まっすぐ（REM@STER-B）
歌：音無小鳥（滝田樹里）
作詞：朝日祭、作曲：NBGI（Yoshi）、編曲：神津裕之
9. THE IDOLM@STER（REM@STER-B）
歌：水瀬伊織（釘宮理恵）・菊地真（平田宏美）・秋月律子（若林直美）
作詞：中村恵、作曲：NBGI（佐々木宏人）、編曲：笹本安詞
10. It's Show
歌：如月千早（今井麻美）・水瀬伊織（釘宮理恵）・秋月律子（若林直美）・菊地真（平田宏美）・萩原雪歩（落合祐里香）・音無小鳥（滝田樹里）
作詞：yura、作曲：藤末樹、編曲：草野よしひろ
11. ボーナス・トラック・トーク

## 03 Do-Dai
収録曲
1. 開演のあいさつ
2. Do-Dai（M@STER VERSION）
歌：高槻やよい（仁後真耶子）・双海亜美（下田麻美）・星井美希（長谷川明子）
作詞：NBGI（mft）、作曲・編曲：NBGI（中川浩二）
3. YES♪
歌：天海春香（中村繪里子）・菊地真（平田宏美）
作詞：yura、作曲・編曲：若林充
4. ENCORE
5. My Best Friend（REM@STER-A）
歌：星井美希（長谷川明子）
作詞：NBGI（uRy）、作曲：NBGI（おおくぼひろし）、編曲：竹中文一
6. 太陽のジェラシー（REM@STER-A）
歌：双海亜美（下田麻美）
作詞：森由里子、作曲：NBGI（椎名豪）、編曲：竹中文一
7. 私はアイドル♡（REM@STER-A）
歌：高槻やよい（仁後真耶子）
作詞：中村恵、作曲：NBGI（佐々木宏人）、編曲：鴇沢直
8. 蒼い鳥（REM@STER-A）
歌：天海春香（中村繪里子）
作詞：森由里子、作曲：NBGI（椎名豪）、編曲：竹中文一
9. おはよう!! 朝ご飯（REM@STER-B）
歌：菊地真（平田宏美）
作詞：中村恵、作曲：NBGI（佐々木宏人）、編曲：水野敏宏
10. Do-Dai（M@STER VERSION） オリジナル・カラオケ
11. ボーナス・トラック・トーク

## 04 my song
収録曲
1. 開演のあいさつ
2. my song（M@STER VERSION）
歌：水瀬伊織（釘宮理恵）・菊地真（平田宏美）・三浦あずさ（たかはし智秋）
作詞：yura、作曲・編曲：神前暁
3. inferno
歌：如月千早（今井麻美）・萩原雪歩（落合祐里香）
作詞：yura Dark、作曲：藤末樹、編曲：草野よしひろ
4. ENCORE
5. relations（REM@STER-B）
歌：水瀬伊織（釘宮理恵）
作詞：NBGI（mft）、作曲：NBGI（中川浩二）、編曲：佐藤和郎
6. 9:02pm（REM@STER-B）
歌：秋月律子（若林直美）
作詞：yura、作曲：NBGI（Jesahm）、編曲：渡部チェル・高樹リオ
7. 魔法をかけて!（REM@STER-B）
歌：如月千早（今井麻美）
作詞・作曲：NBGI（神前暁）、編曲：遠藤正樹
8. Here we go!!（REM@STER-B）
歌：萩原雪歩（落合祐里香）
作詞：yura、作曲：NBGI（Jesahm）、編曲：水野敏宏
9. 思い出をありがとう（REM@STER-B）
歌：三浦あずさ（たかはし智秋）
作詞：中村恵、作曲：NBGI（佐々木宏人）、編曲：熊谷憲康
10. my song（M@STER VERSION） オリジナル・カラオケ
11. ボーナス・トラック・トーク

## ENCORE
収録曲
1. 開演のあいさつ
2. shiny smile（M@STER VERSION）
歌：星井美希（長谷川明子）・萩原雪歩（落合祐里香）・高槻やよい（仁後真耶子）
作詞：yura、作曲・編曲：神前暁
3. シャララ
歌：三浦あずさ（たかはし智秋）・秋月律子（若林直美）
作詞：yura、作曲・編曲：川田瑠夏
4. GO MY WAY!!（REM@STER-B）
歌：如月千早（今井麻美）
作詞：yura、作曲：NBGI（神前暁）、編曲：渡部チェル
5. ポジティブ!（REM@STER-B）
歌：高槻やよい（仁後真耶子）
作詞：NBGI（mft）、作曲：NBGI（中川浩二）、編曲：佐藤和郎
6. First Stage（REM@STER-A）
歌：三浦あずさ（たかはし智秋）
作詞：中村恵、作曲：NBGI（佐々木宏人）、編曲：竹中文一
7. エージェント夜を往く（REM@STER-A）
歌：萩原雪歩（落合祐里香）
作詞・作曲：NBGI（LindaAI-CUE）、編曲：佐藤和郎
8. まっすぐ（REM@STER-A）
歌：秋月律子（若林直美）
作詞：朝日祭、作曲：NBGI（Yoshi）、編曲：POM
9. THE IDOLM@STER（REM@STER-A）
歌：星井美希（長谷川明子）
作詞：中村恵、作曲：NBGI（佐々木宏人）、編曲：Rayih
10. プレゼント
11. 花
歌：音無小鳥（滝田樹里）
作詞：yura、作曲：藤末樹、編曲：景家淳
12. 閉演のあいさつ